# Whewell Glacier
Whewell Glacier är en glaciär i Antarktis. Den ligger i Östantarktis. Nya Zeeland gör anspråk på området. Whewell Glacier ligger 1 386 meter över havet.
Terrängen runt Whewell Glacier är bergig västerut, men österut är den kuperad. Trakten är obefolkad. Det finns inga samhällen i närheten. 